# Sadney Urikhob
Sadney Urikhob, fälschlicherweise auch teilweise Sydney, (* 19. Januar 1992 in Windhoek) ist ein namibischer Fußballspieler. 

## Karriere

### Verein
Urikhob begann seine professionelle Fußballkarriere in Namibia und spielte zwischen 2009 und 2013 in der Namibia Premier League für Orlando Pirates, die Ramblers und den Civics FC. 2014 wechselte er zum südafrikanischen Erstligisten AmaZulu FC nach Durban. Nach einer kurzen Rückkehr zum Civics FC 2014 wechselte er Mitte 2015 nach Thailand, wo er sich dem Erstligisten Saraburi FC aus Saraburi anschloss. Nachdem der Club zum Ende der Saison aufgelöst worden war, ging er 2016 zum Super Power Samut Prakan FC nach Samut Prakan. Für den Erstligisten spielte er 32 Mal in der Thai Premier League. Die Rückserie 2017 bestritt er für den in Bangkok beheimateten BEC Tero Sasana FC in der ersten Liga. Nach Saisonende ging er zum indonesischen Erstligisten PSMS Medan nach Medan. 
2019 wechselte Urikhob nach Tansania zum Young Africans SC nach Daressalam. Die Young Africans spielten in der höchsten Liga des Landes, der Tansanian Premier League. 2020 ging er wieder nach Thailand. Hier schloss er sich dem Chiangmai FC an. Der Verein aus Chiangmai spielte in der zweiten Liga des Landes, der Thai League 2. Für Chiangmai absolvierte er 17 Zweitligaspiele. Zu Beginn der Saison 2021/22 wechselte er zum Drittligisten North Bangkok University FC. Der Verein aus der Hauptstadt Bangkok tritt in der Bangkok Metropolitan Region der dritten Liga an. Nach der Hinrunde unterschrieb er einen Vertrag beim in der Norther Region der dritten Liga spielenden Uttaradit FC. Für den Klub aus Uttaradit stand er 15-mal in der dritten Liga auf dem Rasen. Im Sommer 2022 wechselte er zum Drittligaaufsteiger MH Nakhonsi FC. Nach einem Monat wurde sein Vertrag wieder aufgelöst. Im Juni 2023 wechselte er zurück zu den heimischen Orlando Pirates und nach einem halben Jahr ging er weiter zum Dynamos FC in die Premier Soccer League nach Simbabwe.

### Nationalmannschaft
Von 2011 bis 2019 spielt Urikhob 33 Mal in der namibischen Fußballnationalmannschaft und erzielte dabei sieben Treffer. Sein Debüt gab er am 4. Juni 2011 in einem Freundschaftsspiel gegen Burkina Faso im Independence Stadium in Windhoek.